# فاوستو روسيني
فاوستو روسيني (بالإيطالية: Fausto Rossini) (2 مارس 1978 بغروسيتو في إيطاليا - ) هو لاعب كرة قدم إيطالي في مركز الهجوم. شارك مع منتخب إيطاليا تحت 16 سنة لكرة القدم ومنتخب إيطاليا تحت 17 سنة لكرة القدم ومنتخب إيطاليا تحت 21 سنة لكرة القدم. أما مع النوادي، فقد لعب مع أتالانتا ونادي أودينيزي ونادي بولونيا ونادي بيلينزونا ونادي سامبدوريا ونادي كاتانيا ونادي كومو ونادي ليفورنو ونادي نيس.

## روابط خارجية
- فاوستو روسيني على موقع قاعدة بيانات كرة القدم.إي يو (الإنجليزية)
- فاوستو روسيني على موقع بيانات كرة القدم. دي إي (الألمانية)
- فاوستو روسيني على موقع عالم كرة القدم.نت (الإنجليزية)